# Mauzoleum Štefánika na Bradle

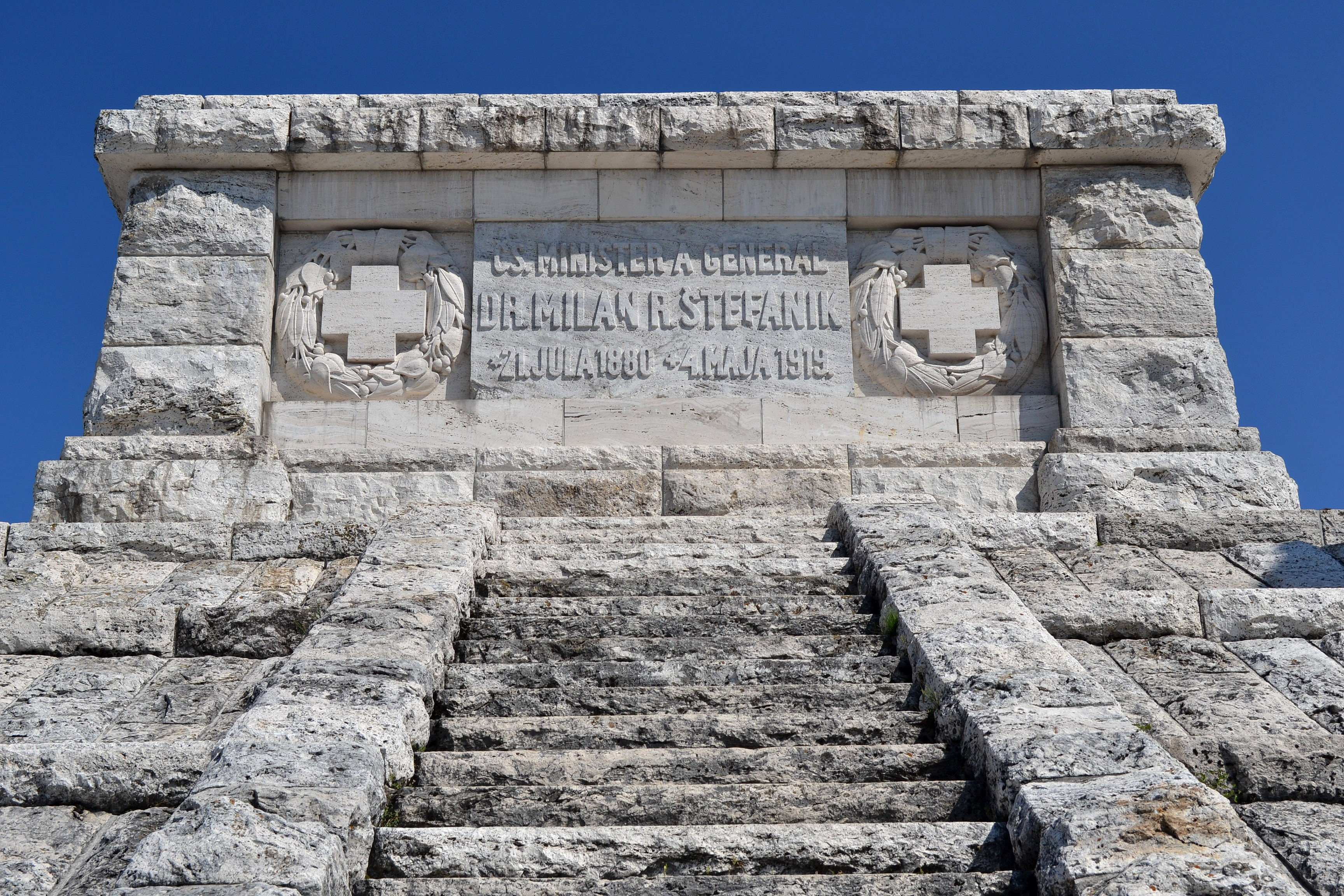
Sarkofag na szczycie Mauzoleum Milana Rastislava Štefánika

Mauzoleum Milana Rastislava Štefánika znajduje się na wzgórzu Bradlo na Pogórzu Myjawskim, który to szczyt dominuje nad okolicą ze swoją wysokością 543 m n.p.m., nad drogą między Brezovą pod Bradlem a Košariskami. Jest w granicach katastralnych gminy Priepasné.

## Historia
Generał Štefánik zginął tragicznie w katastrofie lotniczej 4 maja 1919 r., a tydzień później pochowano go razem z jego włoską załogą nad jego rodzinnymi Košariskami na Bradle. Pięć lat po jego śmierci został położony kamień węgielny pomnika projektu architekta Dušana Jurkoviča. Na wybudowanie pomnika ogłoszono zbiórkę narodową, w której uzbierano dwa miliony koron. Mogiłę uroczyście otwarto 23 września 1928 r.

## Opis
Charakterystyczna biała tarasowa budowa z czterema obeliskami przejawia typową czystość architektonicznego stylu Dušana Jurkoviča w harmonii z okolicznymi terenami. Cały budynek jest wybudowany z trawertynowych bloków. Przednimi i bocznymi schodami da się dojść aż do grobu bohatera słowackiej historii. Na właściwym nagrobku są umieszczone cztery deski z napisami, które w kolejności południe-wschód-północ-zachód głoszą:
1. Czechosłowacki minister i generał dr Milan R. Štefánik 21 lipca 1880 4 maja 1919 (słow. Čs. minister a generál dr. Milan R. Štefánik  21. júla 1880 4. mája 1919)
2. Zginął w wypadku lotniczym dnia 4 maja 1919 pod Bratysławą (Zahynul pádom lietadla dňa 4. mája 1919 pri Bratislave)
3. Z nim król. włoski sierż. U. Merlino i żoł. G. Aggiunti (S ním kráľ. taliansky serg. U. Merlino a sol. G. Aggiunti)
4. Wielkiemu synowi wyzwolony naród czechosłowacki (Veľkému synovi oslobodený národ československý)

Mauzoleum było odrestaurowane w latach 1988 - 1996, kiedy dotychczas niszczejący narodowy zabytek kultury zyskał wygląd, na jaki jego znaczenie niechybne zasługuje. Nagrobek był w tych latach już tak zniszczony przez pogodę, że oryginalne wieńce laurowe były zastąpione wiernymi kopiami wyrzeźbionymi we włoskim marmurze, gdyż kamieniołom trawertynu był już na Słowacji zamknięty. Ponadto został rozebrany bruk i położony na nowo na podłoże z drenażem. Cała okolica obiektu została częściowo odsłonięta poprzez wyrąb kilku drzew-samosiejek, które przez około 30 lat zakrywały widok. Z pomnika jest piękny widok na okolicę.

### Dojście
Z miasta Brezová pod Bradlom prowadzi asfaltowa droga aż do pomnika, gdzie jest parking. Szlak turystyczny z miasta ma czerwony kolor (Szlak Generała Štefánika) z zielonym odbiciem na Bradlo. Z Košarísk żółtym, potem zielonym.